# Ronde van Asturië 2021
De 63e editie van de Ronde van Asturië vond in 2021 plaats van 30 april tot en met 2 mei. De start was in Oviedo en de finish op de Monte Naranco. De ronde maakte deel uit van de UCI Europe Tour 2021, in de categorie 2.1. In 2020 werd de koers vanwege de coronapandemie niet verreden. In 2019 won de Ecuadoriaan Richard Carapaz en werd op de erelijst opgevolgd door de Colombiaan Nairo Quintana.

## Deelname
Er nam een UCI World Tour-ploeg, tien UCI ProTeam en vijf continentale teams deel.
| World Tour    | UCI ProTeam                                                     | UCI ProTeam                                                                                 | Continentaal                                                                                                |
| ------------- | --------------------------------------------------------------- | ------------------------------------------------------------------------------------------- | --- |
| Movistar Team | Arkéa-Samsic Burgos-BH Caja Rural-Seguros RGA DELKO EOLO-Kometa | Equipo Kern Pharma Euskaltel-Euskadi Gazprom-RusVelo Team Novo Nordisk Total Direct Energie | Louletano-Loulé Concelho BAI-Sicasal-Petro de Luanda Electro Hiper Europa Gios Kiwi Atlántico Team Medellín |

## Etappe-overzicht
| Etappe | Datum    | Start             | Finish            | Type      | Afstand  | Winnaar          | Klassementsleider |
| ------ | -------- | ----------------- | ----------------- | --------- | -------- | ---------------- | ----------------- |
| 1e     | 30 april | Oviedo            | Pola de Lena      | Heuvelrit | 184,5 km | Nairo Quintana   | Nairo Quintana    |
| 2e     | 1 mei    | Candás            | Cangas del Narcea | Bergrit   | 200,5 km | Héctor Carretero | Nairo Quintana    |
| 3e     | 2 mei    | Cangas del Narcea | Monte Naranco     | Bergrit   | 125,3 km | Pierre Latour    | Nairo Quintana    |

## Eindklassementen
| Plaats      | Naam               | Ploeg                  | Tijd      |
| ----------- | ------------------ | ---------------------- | --------- |
| Blauwe trui | Nairo Quintana     | Arkéa-Samsic           | 13u34'27" |
| 2           | Antonio Pedrero    | Movistar Team          | + 36"     |
| 3           | Pierre Latour      | Total Direct Energie   | + 54"     |
| 4           | Víctor de la Parte | Total Direct Energie   | + 1'01"   |
| 5           | Einer Rubio        | Movistar Team          | + 1'08"   |
| 6           | Alejandro Osorio   | Caja Rural-Seguros RGA | + 1'26"   |
| 7           | Roger Adrià        | Equipo Kern Pharma     | + 1'52"   |
| 8           | Ilnoer Zakarin     | Gazprom-RusVelo        | + 2'00"   |
| 9           | Nélson Oliveira    | Movistar Team          | + 2'43"   |
| 10          | Julen Amezqueta    | Caja Rural-Seguros RGA | + 3'03"   |

| Plaats      | Naam            | Ploeg                | Punten |
| ----------- | --------------- | -------------------- | ------ |
| Groene trui | Nairo Quintana  | Arkéa-Samsic         | 57     |
| 2           | Pierre Latour   | Total Direct Energie | 48     |
| 3           | Antonio Pedrero | Movistar Team        | 44     |

| Plaats                | Naam                  | Ploeg                | Punten |
| --------------------- | --------------------- | -------------------- | ------ |
| Bolletjestrui (blauw) | José Manuel Gutierrez | Gios Kiwi Atlántico  | 19     |
| 2                     | Víctor de la Parte    | Total Direct Energie | 16     |
| 3                     | Pierre Latour         | Total Direct Energie | 15     |

| Plaats     | Naam                  | Ploeg                | Punten |
| ---------- | --------------------- | -------------------- | ------ |
| Witte trui | Daniel Viegas         | EOLO-Kometa          | 12     |
| 2          | José Manuel Gutierrez | Gios Kiwi Atlántico  | 4      |
| 3          | Mathieu Burgaudeau    | Total Direct Energie | 2      |

| Plaats | Ploeg                  | Tijd      |
| ------ | ---------------------- | --------- |
|        | Movistar Team          | 40u47'27" |
| 2      | Caja Rural-Seguros RGA | + 6'11"   |
| 3      | Euskaltel-Euskadi      | + 8'54"   |

## Klassementenverloop
| Etappe       | Winnaar          | Algemeen klassement · | Puntenklassement · | Bergklassement        | Tussensprintklassement · | Ploegenklassement |
| ------------ | ---------------- | --------------------- | ------------------ | --------------------- | ------------------------ | ----------------- |
| 1            | Nairo Quintana   | Nairo Quintana        | Nairo Quintana     | José Manuel Gutierrez | Daniel Viegas            | Movistar Team     |
| 2            | Héctor Carretero | Nairo Quintana        | Nairo Quintana     | José Manuel Gutierrez | Daniel Viegas            | Movistar Team     |
| 3            | Pierre Latour    | Nairo Quintana        | Nairo Quintana     | José Manuel Gutierrez | Daniel Viegas            | Movistar Team     |
| 0Eindstanden | 0Eindstanden     | Nairo Quintana        | Nairo Quintana     | José Manuel Gutierrez | Daniel Viegas            | Movistar Team     |

1925 · 1926 · 1927 · 1928 · 1929-1946 · 1947 · 1948 · 1949 · 1950 · 1951 · 1952 · 1953 · 1954 · 1955 · 1956 · 1957 · 1958-1967 · 1968 · 1969 · 1970 · 1971 · 1972 · 1973 · 1974 · 1975 · 1976 · 1977 · 1978 · 1979 · 1980 · 1981 · 1982 · 1983 · 1984 · 1985 · 1986 · 1987 · 1988 · 1989 · 1990 · 1991 · 1992 · 1993 · 1994 · 1995 · 1996 · 1997 · 1998 · 1999 · 2000 · 2001 · 2002 · 2003 · 2004 · 2005 · 2006 · 2007 · 2008 · 2009 · 2010 · 2011 · 2012 · 2013 · 2014 · 2015 · 2016 · 2017 . 2018 · 2019 · 2020 · 2021 · 2022 · 2023 · 2024